# Hästbäcktjärnen, Härjedalen
Hästbäcktjärnen är en sjö i Bergs kommun i Härjedalen och ingår i Ljungans huvudavrinningsområde.